# I Took a Pill in Ibiza
〈I Took a Pill in Ibiza〉是美國歌手麥克·波斯納創作的歌曲。歌曲原版以原聲吉他為基礎，後由挪威音樂製作二人組Seeb進行混音於2015年4月14日在美國以數位形式作為單曲發行。
原始版本收錄在波斯納的第二張EP《The Truth》以及錄音室專輯《At Night, Alone》中。標題引用了位於地中海巴利阿里群島中的伊比薩島，而「神秘」的藥丸經波斯納後來證實，為俗稱搖頭丸的MDMA。
Seeb的混音版本在27個國家/地區的音樂排行榜中均曾取得前十名的成績，其中在比利時、以色列、荷蘭、挪威、愛爾蘭和英國均名列榜首，在英國單曲排行榜上維持四週冠軍；在美國的《告示牌》「Dance/Mix Show Airplay」和「流行歌曲」排行榜上獨佔鰲頭，在主榜《告示牌》百强单曲榜上停留兩週第四。
〈I Took a Pill in Ibiza〉成為波斯納最知名的單曲，超越他的處女作〈Cooler than Me〉。單曲後來被提名入葛萊美獎年度歌曲和MTV歐洲音樂大獎等獎項。

## 背景
我們在看他的表演，當時我正在喝酒。我只是呆呆的以觀眾視角觀看艾維奇旋轉。我在後台和貴賓區之間來回穿梭，還跑到了兒童區。除了這個傢伙外，大多數人都不知道在伊比薩島的我是什麼身分。他興奮地問：「你是麥克·波斯納嗎？」並舉起一小袋藥丸問道：「你想要一顆嗎？」喝醉的麥克·波斯納就像：「去他媽的，當然」所以我就拿了一顆，我以前從來沒有這樣玩過，我感到很奇妙。但當那感覺退時，我覺得自己老了10歲。——2015年8月，麥克·波斯納解釋這首歌的靈感
〈I Took a Pill in Ibiza〉源於麥克·波斯納約在2012年間前往地中海伊比薩島和他的唱片騎師朋友艾維奇（本名提姆·貝里林）度假的故事，他們在同一週合寫一首名為〈Stay with You〉的歌曲。後來波斯納在和朋友傑克·歐文（Jake Owen）在工作室交流吉他時，結合他以前做的曲子和他與某位女孩的往事無意間產出這首歌，並後於搭飛機途中寫完。
歌詞中說他在伊比薩島時以吸毒來向艾維奇展現他很「酷」。在〈I Took a Pill in Ibiza〉發布三年後，艾維奇因長年與毒品和酒癮抗爭在2018年自殺。
這首歌表達了波斯納本人的自我反思，他的名聲早已褪色、內心空虛不堪，且無法被任何事物滿足，導致他試圖用糜爛的享樂生活和物質財富來填補精神空虛。
關於歌曲的混音，Seeb告訴英國官方榜单公司：「我們從小島唱片的藝人與製作部副總裁Matt D'Arduini得到了它。它真的很慢，我們只稍微聽過上面的人聲。Matt向我們發送了麥克新的迷你專輯的多聲道錄音，我們立即就選擇了伊比薩。它的歌詞和旋律如此出色，但需要一個新的聲景才能大受歡迎。」波斯納稱混音版的成功既諷刺又美麗：「我寫了這個難過的東西，是我想處理一些黑暗而沉重的情緒，但現在人們反而從我的悲傷中得到屬於他們的快樂回憶。作為一名藝術家，這是一件非常美妙的事。」

## 編曲
〈I Took a Pill in Ibiza〉的原始版本是一首流行民謠歌曲，以降B大調創作，每分鐘約75拍；而Seeb的混音版本則是一首热带浩室電子舞曲，以每分鐘102拍和G小調寫成。它遵循Gm – F – E♭maj7 – B♭的和弦進程，而波斯納的音域範圍由最低B♭2到最高D4。

## 反應

### 評價
《告示牌》在其「2016年100首最佳流行歌曲：評論家精選」名單中將〈我在伊比薩島吃了一顆藥〉排列第30名，並寫道：「麥克·波斯納或許能最好地概括2016年的怪異，這是他近六年中首次進入百大單曲榜前十名——給他個葛萊美年度歌曲提名結束這一年——因為這首歌哀嘆他作一位『已經成功的歌手』的地位。這在一定程度上要歸功Seeb振奮人心的熱帶浩室風味混音的力量，但也講透了過於成名後的警示故事，諷刺的是它成為波斯納迄今為止最有名的歌曲。」
《時代》對混音版本更加消極，說：「它最初被設想為一首傑森·瑪耶茲風格的流行民謠歌曲，難得波斯納對吸毒EDM兄弟文化的逐漸衰弱有一些機智見解。但更受歡迎的Seeb混音卻削弱了它的巧妙之處，把它變成了它正在諷刺的東西。多麼落魄啊。

### 爭議
2016年4月，據報導，西班牙伊比薩島的旅遊官員對這首歌感到惱火，因為他們認為歌詞中的「我在伊比薩島吃了一顆藥」、「你不會想跟我嗨茫」會讓人們覺得伊比薩島毒品充斥氾濫。該島的旅遊局長維森特·費雷爾（Vicent Ferrer）表示：「我們邀請這首歌的作者來探索伊維薩島，因為除了舉世聞名的夜生活之外，我們還提供更多東西。」並指出該島因其夜生活和派對聖地的聲譽而被定型住。

## 現場表演
麥克·波斯納在現場表演通常會聘請樂團伴奏，並在結尾添加了只有人聲和吉他的第三段主歌。他曾在許多脫口秀節目中表演這首歌，如《吉米A咖秀》和《艾倫·狄珍妮秀》。2016年5月11日，波斯納帶了一個10人組成的弦樂團和4位和聲上《康納秀》，唱到他的父親罹患了癌症。他還在《埃爾維斯·杜蘭和晨間秀》演唱原聲版本。

## 音樂錄影帶
2016年2月26日，波斯納的YouTube Vevo帳號發布了一部Seeb混音的音樂錄影帶，導演為喬納森·奧古斯塔沃（Jonathan Augustavo）。其中波斯納在廁所服用了一種不明藥丸，然後他的臉被一張代表他自己的微笑紙糊面具取代；接著波斯納在擁擠的夜店裡與女孩和男性朋友狂歡交流，看似變得越來越陶醉。結尾波斯納沉默地盯著鏡子中空虛的紙漿臉倒影。該錄影帶被提名入2016年MTV歐洲音樂大獎最佳歌曲和MTV音樂錄影帶大獎最佳電子影片。截至2021年6月，該音樂錄影帶在YouTube上的觀看次數已超過13.7億次。
2016年3月15日，第二部以原聲版本為特色的音樂錄影帶發布，此錄影帶中他表情凝重的看向攝影機並揭開一面接著一面的歌詞字卡。音樂錄影帶在英國倫敦苏豪广场貝特曼斯大樓（Batemans Buildings）南邊的一個小巷拍攝，位於牛津街附近。

## 曲目清單
| 數位下載 | 數位下載                           | 數位下載 |
| 曲序     | 曲目                               | 时长     |
| -------- | ---------------------------------- | -------- |
| 1.       | I Took a Pill in Ibiza（Seeb混音） | 3:19     |

| CD單曲   | CD單曲                             | CD單曲 |
| 曲序     | 曲目                               | 时长   |
| -------- | ---------------------------------- | ------ |
| 1.       | I Took a Pill in Ibiza（Seeb混音） | 3:18   |
| 2.       | I Took a Pill in Ibiza             | 4:43   |
| 总时长： | 总时长：                           | 8:01   |

| 促銷CD單曲 | 促銷CD單曲                                      | 促銷CD單曲 |
| 曲序       | 曲目                                            | 时长       |
| ---------- | ----------------------------------------------- | ---------- |
| 1.         | I Took a Pill in Ibiza（Seeb電臺剪輯）（乾淨）  | 3:18       |
| 2.         | I Took a Pill in Ibiza（Seeb混音）（乾淨）      | 4:00       |
| 3.         | I Took a Pill in Ibiza（Seeb電臺剪輯）（骯髒）  | 3:18       |
| 4.         | I Took a Pill in Ibiza（Seeb混音）（骯髒）      | 4:00       |
| 5.         | I Took a Plane to Ibiza（Seeb電臺剪輯）（乾淨） | 3:18       |
| 总时长：   | 总时长：                                        | 17:54      |

## 排行榜
| 榜單（2015–16年）                        | 峰值 |
| ---------------------------------------- | ---- |
| 阿根廷（拉美監控）                       | 3    |
| 澳大利亚（澳大利亚唱片业协会單曲榜）     | 5    |
| 奥地利（Ö3四十强单曲榜）                 | 4    |
| 比利时佛兰德（Ultratop五十强单曲榜）     | 1    |
| 比利时瓦隆（Ultratop五十强单曲榜）       | 1    |
| 比利时佛兰德（Ultratop舞曲榜）           | 1    |
| 巴西（巴西《告示牌》百大單曲榜）         | 5    |
| 加拿大（Canadian Hot 100）               | 2    |
| 加拿大（《告示牌》Canada AC）            | 21   |
| 加拿大（《告示牌》Canada CHR）           | 1    |
| 加拿大（《告示牌》Canada Hot AC）        | 7    |
| 独联体（Tophit独联体电台榜）             | 43   |
| 捷克（電台百強單曲榜）                   | 1    |
| 捷克（百強數位單曲榜）                   | 3    |
| 丹麥（Hitlisten单曲榜）                  | 4    |
| 厄瓜多（National-Report）                | 1    |
| 歐洲（告示牌）                           | 1    |
| 芬兰（芬蘭官方單曲榜）                   | 7    |
| 法国（法國唱片出版業公會單曲榜）         | 6    |
| 德国（德國官方單曲榜）                   | 5    |
| 匈牙利（四十强电台榜）                   | 10   |
| 匈牙利（四十強單曲榜）                   | 5    |
| 匈牙利（四十強舞曲榜）                   | 10   |
| 愛爾蘭（愛爾蘭唱片音樂協會单曲榜）       | 1    |
| 以色列（媒体森林电台榜）                 | 1    |
| 意大利（意大利音乐产业联盟单曲榜）       | 7    |
| 盧森堡（《告示牌》）                     | 9    |
| 荷兰（荷蘭四十強單曲榜）                 | 1    |
| 荷兰（百强单曲榜）                       | 1    |
| 紐西蘭（紐西蘭唱片音樂協會）             | 3    |
| 挪威（世道單曲榜）                       | 1    |
| 波蘭（波蘭百大電台榜）                   | 2    |
| 葡萄牙（葡萄牙唱片業協會）               | 2    |
| 俄羅斯（Tophit）                         | 20   |
| 蘇格蘭（官方榜单公司單曲榜）             | 1    |
| 塞爾維亞（Radiomonitor）                 | 3    |
| 斯洛伐克（電台百強單曲榜）               | 2    |
| 斯洛伐克（百強數位單曲榜）               | 1    |
| 斯洛維尼亞（斯洛維尼亞五十強單曲榜）     | 3    |
| 南非（非洲娛樂監測单曲榜）               | 9    |
| 西班牙（西班牙音樂製作協會）             | 4    |
| 瑞典（瑞典最熱榜）                       | 7    |
| 瑞士（瑞士热门音乐榜）                   | 4    |
| 英國（官方榜单公司單曲榜）               | 1    |
| 英國（官方榜单公司舞曲榜）               | 1    |
| 美国（《告示牌》百大單曲榜）             | 4    |
| 美國（《告示牌》成人當代單曲榜）         | 23   |
| 美國（《告示牌》Adult Pop Airplay）      | 5    |
| 美國（《告示牌》Dance Club Songs）       | 22   |
| 美國（《告示牌》Dance/Mix Show Airplay） | 1    |
| 美國（《告示牌》Pop Airplay）            | 1    |
| 美國（《告示牌》Rhythmic Songs）         | 4    |

| 榜單（2015年）     | 峰值 |
| ------------------ | ---- |
| 瑞典（瑞典最熱榜） | 76   |

| 榜單（2016年）                           | 峰值 |
| ---------------------------------------- | ---- |
| 阿根廷（拉美監控）                       | 11   |
| 澳洲（澳洲唱片業協會）                   | 16   |
| 澳洲（Ö3 Austria Top 40）                | 11   |
| 比利時（Ultratop榜）                     | 3    |
| 比利時（Ultratop瓦隆榜）                 | 6    |
| 巴西（巴西《告示牌》百大單曲榜）         | 27   |
| 加拿大（加拿大百強單曲榜）               | 5    |
| 獨立國家國協（Tophit）                   | 41   |
| 丹麥（丹麥單曲排行榜）                   | 11   |
| 法國（法國唱片出版業工會）               | 19   |
| 德國（GfK娛樂榜單）                      | 11   |
| 匈牙利（Dance Top 40）                   | 32   |
| 匈牙利（Rádiós Top 40）                  | 46   |
| 匈牙利（Single Top 40）                  | 11   |
| 以色列（Media Forest）                   | 14   |
| 義大利（義大利音樂產業聯盟）             | 7    |
| 荷蘭（荷蘭四十強單曲榜）                 | 1    |
| 荷蘭（荷蘭百大單曲榜）                   | 2    |
| 紐西蘭（紐西蘭唱片音樂協會）             | 12   |
| 波蘭（ZPAV）                             | 5    |
| 俄羅斯（Tophit）                         | 42   |
| 斯洛維尼亞（SloTop50）                   | 17   |
| 西班牙（西班牙音樂製作協會）             | 10   |
| 瑞典（瑞典最熱榜）                       | 7    |
| 瑞士（瑞士熱門音樂榜）                   | 7    |
| 烏克蘭（Tophit）                         | 78   |
| 英國單曲排行榜（官方榜單公司）           | 4    |
| 美國（《告示牌》百大單曲榜）             | 15   |
| 美國（《告示牌》成人四十強單曲榜）       | 25   |
| 美國（《告示牌》Dance/Mix Show Airplay） | 4    |
| 美國（《告示牌》主流四十強單曲榜）       | 5    |
| 美國（《告示牌》Rhythmic）               | 24   |

| 榜單（2017年）          | 峰值 |
| ----------------------- | ---- |
| 匈牙利（Dance Top 40）  | 54   |
| 匈牙利（Rádiós Top 40） | 39   |

| 榜單（2010–2019年）            | 峰值 |
| ------------------------------ | ---- |
| 英國單曲排行榜（官方榜单公司） | 52   |

## 認證
| 地區                           | 认证    | 认证单位/销量 |
| ------------------------------ | ------- | ------------- |
| 澳大利亚（澳大利亚唱片业协会） | 3× 白金 | 210,000‡      |
| 巴西（巴西唱片業協會）         | 5× 白金 | 120,000‡      |
| 加拿大（加拿大音乐协会）       | 7× 白金 | 560,000‡      |
| 丹麦（國際唱片業協會丹麥分會） | 3× 白金 | 270,000‡      |
| 法国（法國唱片出版業公會）     | 钻石    | 233,333‡      |
| 德国（聯邦音樂產業協會）       | 2× 白金 | 800,000‡      |
| 意大利（意大利音乐产业联盟）   | 6× 白金 | 300,000‡      |
| 新西兰（新西兰唱片音乐协会）   | 2× 白金 | 60,000‡       |
| 挪威（國際唱片業協會挪威分会） | 3× 白金 | 120,000‡      |
| 波兰（波蘭音像製造商協會）     | 3× 白金 | 60,000‡       |
| 西班牙（西班牙音樂製作協會）   | 3× 白金 | 120,000‡      |
| 瑞典（瑞典唱片業協會）         | 8× 白金 | 320,000‡      |
| 英国（英国唱片业协会）         | 3× 白金 | 1,800,000‡    |
| 美国（美國唱片業協會）         | 6× 白金 | 1,554,000     |
| ‡僅含認證的+實際銷量           |         |               |

## 發行歷史
| 地區 | 日期          | 格式     | 唱片公司 | 腳註 |
| ---- | ------------- | -------- | -------- | ---- |
| 美國 | 2015年7月24日 | 數位下載 | 小島     |      |
| 英國 | 2015年7月24日 | 數位下載 | 小島     |      |

## 外部鏈結
- YouTube上的〈I Took a Pill in Ibiza〉音頻
- YouTube上的〈I Took a Pill in Ibiza (Seeb Remix)〉音頻